# Rytidosperma monticola
Rytidosperma monticola är en gräsart som först beskrevs av Joyce Winifred Vickery, och fick sitt nu gällande namn av Henry Eamonn Connor och Elizabeth Edgar. Rytidosperma monticola ingår i släktet kängurugräs (släktet), och familjen gräs. Inga underarter finns listade i Catalogue of Life.